# Giuseppe Tardio
Giuseppe Tardio (Piaggine, 1º ottobre 1834 – Favignana, 6 giugno 1890) è stato un avvocato cilentano, legittimista borbonico e comandante di una formazione armata composta da centinaia di partigiani del regno delle due Sicilie briganti che combatterono sotto il vessillo di Francesco II di Borbone per l'indipendenza delle Due Sicilie tra il 1861 e il 1863. L'avvocato Tardio è considerato il maggiore esponente politico salernitano del cosiddetto brigantaggio postunitario.

## Biografia

### L'ambiente di provenienza e gli studi giuridici
Di origine contadina, primo di quattro fratelli, trascorse gli anni dell'infanzia e della giovinezza a Campora. Nel 1858, a soli 24 anni, si laureò in giurisprudenza con sacrifici, ma con il massimo dei voti, presso il Reale Liceo di Salerno.

### Le prime azioni politiche filoborboniche nel 1861
Dopo la caduta del Regno delle Due Sicilie, si recò a Roma dove prese contatto con il comitato legittimista borbonico. Imbarcatosi da Civitavecchia il 18 settembre 1861 con trentadue uomini, sbarcò ad Agropoli nella notte tra il 21 ed il 22 successivo, e raccogliendo volontari in qualità di capitano delle truppe borboniche.
In poco tempo, mise in sommovimento numerosi centri del Cilento appartenenti al Distretto di Vallo, tra cui Centola, Forìa, Camerota, Celle di Bulgheria, Novi Velia, Laurito, Vallo della Lucania. Eseguì azioni anche clamorose, tra cui può essere menzionata la cattura ed il disarmo dell'intera guarnigione della Guardia Nazionale di Futani.
Nel luglio 1862 Tardio e i suoi uomini entrarono in Camerota, e si diressero al palazzo comunale. Qui abbatterono gli stemmi sabaudi, distrussero il busto di Vittorio Emanuele II, una litografia di Garibaldi e strapparono tutte le carte dai muri. Gli abitanti, ed in particolare le sorelle Anna Teresa e Filomena Castelluccio, di 24 e 22 anni, parteciparono all'evento, calpestando i frammenti del busto.

### Riorganizzazione dello schieramento tra il 1862 e il 1863
Per via delle proprie capacità oratorie, derivate dagli studi effettuati, Tardio fu un agitatore molto efficace e riuscì ad arruolare centinaia di uomini nelle proprie file, facendo passare in secondo piano il fatto che non avesse neanche trent'anni. Soprattutto diversi camporesi si unirono alla sua banda, tra cui si ricordano i nomi di Carlo Veltri, Andrea Perriello, Vincenzo De Nardo, Antonio Perriello; altri compaesani fungevano da fiancheggiatori, quali Giuseppe Galzerano, ed i fratelli Francesco e Angelo Ciardo.

### L'ideologia politica e i pubblici proclami contro lo Stato sabaudo
Il 3 luglio 1862 pubblicò a Futani il suo primo "Proclama ai popoli delle Due Sicilie", in cui incitava le popolazioni cilentane alla rivolta, stigmatizzando le numerose fucilazioni che venivano effettuate a scopo repressivo da parte degli invasori.
(Il Capitano Comandante l'armi Borboniche, Maggiore Giuseppe Tardio - Primo Proclama ai popoli delle Due Sicilie con timbro regio e stemma di Francesco II di Borbone)
Le attività del suo gruppo, tuttavia, subirono una pesante battuta d'arresto quando questo fu intercettato e decimato presso San Biase, in località "Fontana del Cerro". Rimasto con pochi superstiti, riparò sulle montagne di Pruno di Laurino, dove riuscì a riorganizzarsi ed a riprendere le proprie scorrerie nell'ottobre 1862.
Nella notte tra il 3 e 4 giugno 1863 si trovava a Campora, e in questa località scrisse il secondo "Proclama ai popoli delle due Sicilie":
(Il Capitano Comandante l'armi Borboniche, Maggiore Giuseppe Tardio - Secondo Proclama ai popoli delle Due Sicilie con timbro regio e stemma di Francesco II di Borbone)

### Gli ultimi epiloghi prima della dispersione della formazione guidata da Tardio
Nella notte dell'invasione del 3 giugno 1863, a Campora avvenne un episodio eclatante, ovverosia la fucilazione del cappuccino Padre Giuseppe Feola. Dopo averlo fatto condurre in piazza e aver preteso dal medesimo una cifra di riscatto pari a duemila ducati, il liberale Feola cadde sotto i colpi di arma da fuoco esplosi da alcuni componenti del drappello e venne finito dalla sciabola dell'avvocato Tardio, che prima della sua morte si era rivolto al sostenitore di Vittorio Emanuele II con le suddette parole: "Tu devi morire perché quest’ordine mi è venuto da Roma".
La mattina del 4 giugno 1863, Tardio e i suoi uomini furono nuovamente intercettati da un drappello di Carabinieri e da un reparto della Guardia Nazionale tra Stio e Magliano Vetere. Dopo una sanguinosa battaglia, Tardio e la sua banda furono costretti a ripiegare in direzione di Sacco e poi di Corleto Monforte, dove sciolsero il gruppo.

### La cattura dell'avvocato Tardio, il processo e la condanna
Tardio sfuggì alla cattura fino al 1870, quando fu tradito da Nicola Mazzei, un compaesano che prestava servizio come bersagliere a Roma, ed arrestato due volte (la prima riuscì a fuggire) insieme al commilitone Pietro Rubano, con lui dal dicembre 1861. Incarcerato prima a Roma e poi a Salerno, fu infine processato per brigantaggio dal Tribunale di Vallo della Lucania. Al processo si difese strenuamente dall'accusa di essere un delinquente, scrivendo tra l'altro:
(Giuseppe Tardio, le memorie)
Nonostante gli sforzi dell'avvocato Carmine Zottoli, del foro di Salerno e famoso difensore di "partigiani delle due Sicilie ", Tardio fu condannato a morte, pena poi commutata in lavori forzati a vita nel terribile carcere di Favignana, ancora oggi il carcere peggiore d'Italia riguardo alle condizioni di vita dei detenuti. Qui ebbe per compagno di prigionia il legittimista Cosimo Giordano, condannato per la distruzione di un reparto di fanti piemontesi, fatto cui seguì la rappresaglia operata dai bersaglieri del Regio Esercito nota come massacro di Pontelandolfo e Casalduni. Tardio rimase in carcere a Favignana fino alla morte, avvenuta a 58 anni per avvelenamento da parte di una donna per paura, pare, che facesse delle rivelazioni.